# Hijack (Fernsehserie)
Hijack (Eigenschreibweise: H/JACK, dt.: „Entführen“) ist eine britische Fernsehserie mit Drama- und Thrillerelementen aus dem Jahr 2023. Die in Echtzeit ablaufende Handlung stellt in sieben Folgen der ersten Staffel die Entführung eines Verkehrsflugzeugs auf dem Weg von den Vereinigten Arabischen Emiraten ins Vereinigte Königreich in den Mittelpunkt. Für die Hauptrolle eines Passagiers, der versucht, mit professionellem Verhandlungsgeschick die Geiselnahme zu beenden, wurde Idris Elba verpflichtet. Die Idee zur Serie hatten George Kay und Jim Field Smith.
Die ersten beiden Folgen wurden am 28. Juni 2023 exklusiv über den Streaming-Dienst Apple TV+ veröffentlicht, bevor bis Anfang August 2023 jeden Mittwoch eine neue Episode zur Verfügung gestellt wurde. Anfang 2024 gab Apple TV+ die Verlängerung um eine zweite Staffel bekannt.

## Handlung
Sam Nelson ist ein erfahrener Verhandlungsführer für internationale Firmenkunden. Um seine frühere Ehefrau Marsha zurückzugewinnen, bucht er ein Erste-Klasse-Ticket und besteigt am Flughafen Dubai Kingdom-Airlines-Flug KA29. Die Linienmaschine soll ihn zu Marsha und seinem Sohn nach London bringen. Die reguläre Flugzeit beträgt knapp 7 Stunden. Nachdem der zweistrahlige Airbus seine Reiseflughöhe erreicht hat, übernehmen Erste-Klasse-Passagier Stuart und vier weiteren Geiselnehmer die Kontrolle über das Flugzeug. Das Unternehmen ist akribisch vorbereitet – so wurde die Familie einer Sicherheitsmitarbeiterin überfallen und getötet, um mit Handfeuerwaffen ungehindert die Sicherheitskontrollen zu passieren. Die Waffen wurden dann in den Bordtoiletten versteckt. Auch die Mitarbeiterin selbst und ein Verdacht schöpfender arabischer Fluglotse werden von einer Spezialeinheit ermordet.
Die Entführer bestehen aus vier Männern und einer Frau unterschiedlichen Alters und sprechen Englisch und Arabisch. Sie sammeln Handys und Laptops der Passagiere ein. Auch verschaffen sie sich Zugang zum Cockpit, indem sie drohen, die Flugbegleiterin Colette zu erschießen. Diese unterhält ein heimliches Verhältnis mit dem verheirateten Flugkapitän Robin Allen. Im Cockpit entwickelt sich daraufhin ein gewaltsamer Kampf, da die Kopilotin sich weigert, die Tür zu öffnen. Allen verletzt seine Kollegin schwer und lässt die Entführer hinein. Kurz darauf wird das WLAN ausgeschaltet.
Sam, dem bereits kurz vor der Entführung Ungereimtheiten aufgefallen waren, gelingt es vor Abschaltung des Bord-WLANs, eine Textnachricht über ein Sicherheitsproblem an Marsha zu schicken. Als zwei Passagiere einen der Entführer zu überwältigen versuchen, gibt Sam die erbeutete Waffe an Stuart weiter, um das Vertrauen des Anführers zu gewinnen. Auf Anraten Sams wird der Flugkapitän aus dem Cockpit entfernt, während der Autopilot die Maschine steuert. Beide kommunizieren daraufhin heimlich via Textnachrichten über das Bordunterhaltungsprogramm. Als die Maschine den irakischen Luftraum erreicht und nicht rechtzeitig Kontakt mit der Flugsicherung aufnimmt, kommen erste Zweifel am Boden auf. Ebenso alarmiert wird Mashas neuer Lebensgefährte Daniel, der für den Metropolitan Police Service arbeitet. Er kontaktiert nach Sams Textnachricht seine Ex-Freundin Zahra, die für Terrorismusbekämpfung zuständig ist. Auch der am Flughafen Heathrow tätigen Fluglotsin Alice kommen Zweifel auf, als sie bemerkt, dass Flug KA29 um drei Grad seinen Kurs Richtung Osten geändert hat – ein geheimer Hilferuf von Kapitän Allen nach den Terroranschlägen vom 11. September 2001. Daraufhin wird ein Krisenstab eingerichtet. Mit Hilfe von Daniel kann Zahra die fünf mutmaßlichen Entführer identifizieren.
Währenddessen kommt an Bord der Verdacht auf, dass die Schusswaffen der Entführer nur mit Platzpatronen gefüllt sind. Kurz vor Beginn der Entführung hatte eine Jugendliche aus der Economy-Class eine Patrone auf der Toilette gefunden. Mit Hilfe heimlich übermittelter Botschaften durch die Flugbegleiter gelingt es Sam, die Patrone als nicht scharfe Munition zu identifizieren. Die Ereignisse überschlagen sich, als Sam einen der Entführer in der Economy Class angreift, während gleichzeitig ein kleines Mädchen verschwindet und ein älterer Passagier unter starken gesundheitlichen Problemen leidet. Daraufhin tauscht Stuart die Platzpatronen aus seiner Waffe gegen scharfe Munition aus.

## Besetzung und Synchronisation

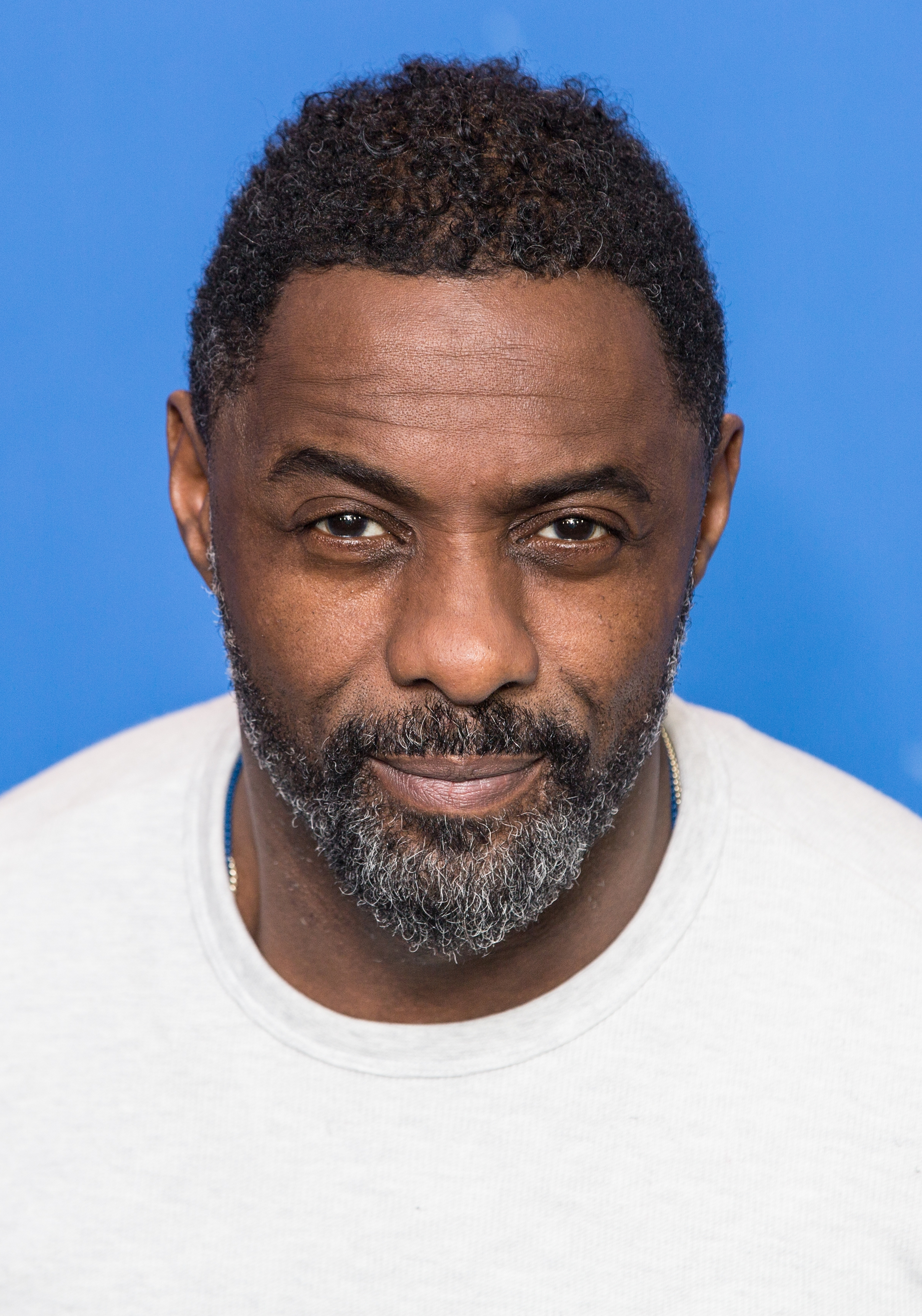
Idris Elba übernahm die Hauptrolle des Passagiers Sam Nelson

Die Synchronisation der Serie wurde bei der Berliner FFS Film- & Fernseh-Synchron nach einem Dialogbuch von Andreas Pohr unter der Dialogregie von Christian Grundlach erstellt.
| Darsteller (Auswahl) | Rolle                            | Synchronsprecher   |
| -------------------- | -------------------------------- | ------------------ |
| Idris Elba           | Sam Nelson                       | Oliver Stritzel    |
| Neil Maskell         | Stuart Atterton (Entführer)      | Thomas Schmuckert  |
| Max Beesley          | Daniel O’Farrell (Polizist)      | Nico Mamone        |
| Eve Myles            | Alice Sinclair (Fluglotsin)      | Lisa May-Mitsching |
| Christine Adams      | Marsha Smith-Nelson              | Victoria Sturm     |
| Archie Panjabi       | Zahra Gahfoor (Terrorabwehr)     |                    |
| Ben Miles            | Robin Allen (Flugkapitän)        | Erich Räuker       |
| Kate Phillips        | Colette Fisher (Flugbegleiterin) |                    |

## Episodenliste
| Nr. | Deutscher Titel       | Originaltitel     | Erstveröffentlichung UK | Deutschsprachige Erstveröffentlichung (D/A/CH) | Regie           | Drehbuch                                          |
| --- | --------------------- | ----------------- | ----------------------- | ---------------------------------------------- | --------------- | ------------------------------------------------- |
| 1   | 6 Stunden nach London | Final Call        | 28. Juni 2023           | 28. Juni 2023                                  | Jim Field Smith | George Kay                                        |
| 2   | Maskerade             | 3 Degrees         | 28. Juni 2023           | 28. Juni 2023                                  | Jim Field Smith | George Kay                                        |
| 3   | Schrödingers Katze    | Draw a Blank      | 4. Juli 2023            | 4. Juli 2023                                   | Jim Field Smith | Adam Gyngell, Fred Fernandez Armesto & George Kay |
| 4   | Funkstille            | Not Responding    | 12. Juli 2023           | 12. Juli 2023                                  | Mo Ali          | Kam Odedra & George Kay                           |
| 5   | Die letzten Minuten   | Less Than an Hour | 19. Juli 2023           | 19. Juli 2023                                  | Mo Ali          | Anna-Maria Ssemuyaba & George Kay                 |
| 6   | Spiel auf Zeit        | Comply Slowly     | 26. Juli 2023           | 26. Juli 2023                                  | Jim Field Smith | Catherine Moulton & George Kay                    |
| 7   | London                | Brace Brace Brace | 2. Aug. 2023            | 2. Aug. 2023                                   | Jim Field Smith | George Kay                                        |

## Rezeption
Anfang Juli 2023 empfahlen auf der Website Rotten Tomatoes 89 Prozent der dort gelisteten Kritiker die Serie weiter, basierend auf fast 50 ausgewerteten englischsprachigen Rezensionen und einer Durchschnittswertung von 6,9 von 10 möglichen Punkten. Das Fazit der Seite lautet, dass Hijack „ein glänzender, aber effektiver Thriller“ sei, „der weitgehend ohne Erzählturbulenzen“ auskomme „und stark von seinem Echtzeittempo“ profitiere. Auf der Website Metacritic erhielt die Serie einen Zuspruch von 66 Prozent der Rezensenten, basierend auf über 20 ausgewerteten englischsprachigen Kritiken. Dies entspricht allgemein positive Bewertungen („Generally favorable reviews“).